# Besen (Perkussion)

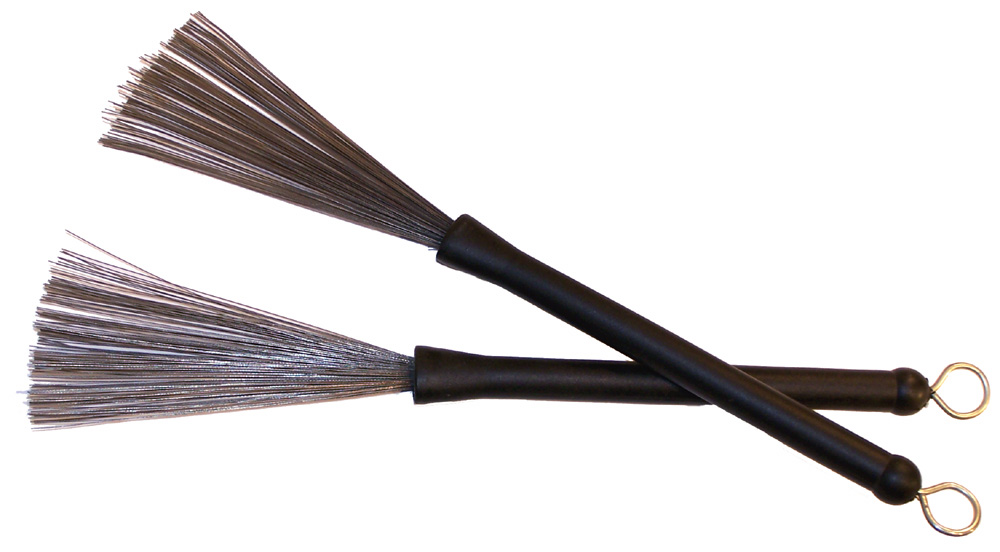
Besen

Ein Besen, auch Jazzbesen genannt, ist eine spezielle Art des Trommelstocks.

## Geschichte
Die Geschichte der Besen begann in den frühen 1900er-Jahren in New Orleans. In Anlehnung an die Tradition des rhythmischen Besenkehrens der Barbiere (Barbershop-Musiktradition) und Bürstens der Schuhputzer waren Schlagzeuger auf der Suche nach einem weicheren Sound. Sie experimentierten mit Fliegenklatschen aus feinen Metalldrähten, die den ab etwa 1920 produzierten speziellen Jazzbesen schon sehr ähnlich waren.

## Material
Die Besen bestehen aus einem Schaft, der als Griff dient. Dieser besteht aus einem gummiummantelten Metallrohr, Kunststoff oder Holz. Die Drähte des Besens haben verschiedene Stärken und können sowohl aus Stahl als auch aus Plastik (meist Nylon) bestehen. Bei manchen Varianten können sie mit einem Metallstab in das Innere des Schaftes gezogen werden. So kann der Öffnungswinkel der Drahtfächer, und damit deren gegen das Schlagfell wirkende Härte, verändert werden; außerdem dient es dem Schutz der feinen Drähte beim Transport.

## Klang
Besen haben einen weichen, fließenden und leisen Klang, was ideale Voraussetzungen für die Interpretation von Jazz-Balladen sind. Sie werden in vielen Musikrichtungen eingesetzt, wie im Modern Jazz, Country, Dixieland und New Orleans Jazz.

## Spielweise
„Wisch“- oder „Rühr“-Technik: Sinn und Zweck ist es, einen beständigen, rhythmisch rauschenden Klang zu erzeugen (Sustain). Eine Hand bewegt sich kreisförmig auf der Snare, während die andere Hand phrasiert oder eine durchgehende Swing-Rhythmik erzeugt. Dies variiert je nach gewünschter Stilistik. Für diesen wischenden Besenklang wird eine raue Trommelfelloberfläche (Naturfell oder beschichtetes („coated“) Kunststofffell) benötigt.
Mit Besen kann man wie mit Sticks auch schlagend arbeiten, jedoch ist das Klang- und das Schlagverhalten ein völlig anderes.
Die Becken können wahlweise mit dem Schaft (Griff) oder den Drähten gespielt werden.